# Delrath
Delrath ist ein Stadtteil der Stadt Dormagen im Rhein-Kreis Neuss des Bundeslandes Nordrhein-Westfalen.

## Lage
Delrath ist ein teilweise noch landwirtschaftlich geprägtes Dorf, das westlich an der ehemaligen Schreinerei Kürten, Bismarckstraße, beginnt und bis zur ehemaligen Zinkhütte im Osten geht. Das ehemalige Dorf Werkssiedlung Zinkhütte einschließlich des Nackenhofes ist heute ohne den Nackenhof eine Wüstung und kann zu Delrath dazugezählt werden, einschließlich des Silbersees. Im Norden beginnt das Dorf Delrath mit dem Wirtschaftsweg etwa in Höhe des Nackenhofes. Im Süden gehören die Autobahnraststätten Ost und West zu dem Ort und weiter bis zum Gelände der ehemaligen Tonfabrik, begrenzt durch die Bundesautobahn A 57.

## Geschichte
Verschiedene archäologische Funde lassen erste menschliche Spuren schon auf die Zeit um das Jahr 4.000 v. Chr. zurückverfolgen. Ob es hier auch schon eine Ansiedlung gab, lässt sich nicht belegen.

### Mittelalter
Vermutlich ist der Ort Delrath in der Zeit zwischen 900 und 1300 entstanden. Der Ortsname hieß ursprünglich Dahlrath, was so viel wie Talrodung bedeutet. Delhoven hat eine ähnliche Bezeichnung. Am 7. Februar 1263 werden Marsilius und Amilius von Didenrode in einem Kaufvertrag als Zeugen erwähnt. Seit dem 14. Jahrhundert gehörte der Ort zum kurkölnischen Dingstuhl Hülchrath.

### Neuzeit
1663 bestand Delrath aus 13 Häusern und Höfen. 1794 besetzten französische Truppen das Rheinland. Delrath wurde nun ein Teil der Munizipalität Zons im Kanton Zons. 1798 kam Delrath zur Mairie Nievenheim im Kanton Dormagen im Département de la Roer. 1815 kam Delrath an das Königreich Preußen und 1816 an die Gemeinde und Bürgermeisterei Nievenheim im Kreis Neuß. 1927 wurde die Bürgermeisterei Nievenheim in Amt Nievenheim umbenannt. 
Seit dem 1. Januar 1975 ist Delrath ein Teil der Stadt Dormagen. 1985 wurde Delrath als Stadtteil anerkannt und seit 1989 wird dies durch eigene Ortsschilder gekennzeichnet. Im südlichen Teil von Delrath entstanden mehrere Wohnblöcke mit günstigen Mietwohnungen, was zu einem deutlichen Anstieg der Einwohnerzahl, aber auch zu sozialen Problemen führte. Seit 1990 ist die Stadt Dormagen bestrebt, die Ortsteile Delrath und Nievenheim zu vereinigen. Daher waren Delraths Bürger gezwungen, ihren neuen Dorfplatz selbst zu finanzieren.

## Einwohnerentwicklung
| Jahr/Datum | Einwohner |
| ---------- | --------- |
| 1885       | 276       |
| 1929       | 574       |
| 1950       | 1914      |
| 31.12.1993 | 3021      |
| Mai 2006   | 3690      |

| Jahr/Datum | Einwohner |
| ---------- | --------- |
| Juni 2010  | 2969      |
| 2011       | 2949      |
| 2012       | 2958      |
| 31.12.2013 | 2904      |
| 31.12.2014 | 2889      |

| Datum      | Einwohner |
| ---------- | --------- |
| 31.12.2015 | 3004      |
| 31.12.2016 | 2881      |
| 31.12.2017 | 2931      |
| 31.12.2018 | 2947      |

## Vereine
- Angelsportverein Delrath 1923
- Karnevalsgesellschaft Delrath 1974/95 e. V.
- Interessengemeinschaft Delrather Karneval
- Katholische Frauengemeinschaft
- Pfadfinderschaft St. Georg, Stamm Greifen
- Pfarrcäciliachor St. Gabriel
- Skatklub Herz-Dame Delrath
- Bertwins' Snookerhalle
- Spiel- und Sportverein Delrath 1927 e. V.
- St. Hubertus-Bürgerschützenverein Delrath 1926 e. V.
- Trägerverein „Johanneshaus Delrath“
- Verein der Freunde und Förderer der Henri-Dunant-Schule, Städt. Gemeinschaftsgrundschule Dormagen-Delrath
- St. Hubertus Tambourcorps "Fröhlich voran" 1997 Delrath

## Religion
Katholische Kirche

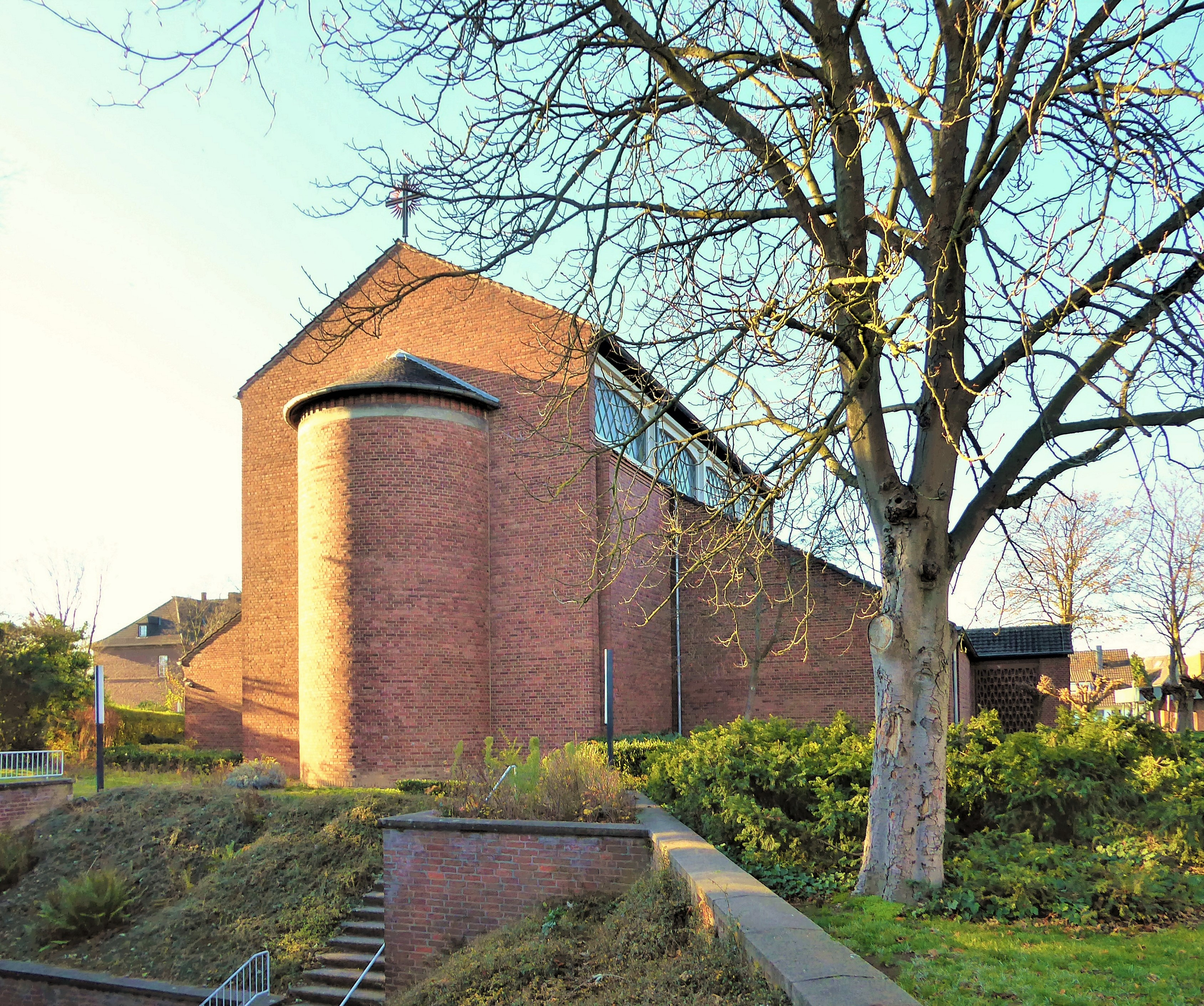
Kirche St. Gabriel in Delrath

Im Jahre 1926 wurde die Delrather Holzkapelle errichtet. Sie wurde 1953 durch einen Neubau, die Kirche St. Gabriel ersetzt. Am 1. Juli 1955 wurde die Kirchengemeinde Delrath zur katholischen Rektoratspfarrei erhoben. Auf dem Gelände der Autobahnraststätte Nievenheim-Ost steht die Autobahnkapelle St. Raphael.

## Wirtschaft

### Landwirtschaft
Im 13. und 14. Jahrhundert entstanden die landwirtschaftlichen Betriebe Leckenhof, Latourshof, Meiselhöfchen und Sülzhof in Delrath.  Auf dem Leckenhof lebte im 17. Jahrhundert der Geschichtsschreiber Martin Henriquez von Strevensdorff. Den Sülzhof erhielt der Münsteraner Baumeister Johann Conrad Schlaun als Lehen. 1766 ließ dieser den Hof nach seinen eigenen Plänen neu errichten. Seit 1991 wird auf diesem eine Apfelplantage errichtet. Ebenfalls werden auf dem gegenüber liegenden Latourshof Äpfel angebaut. Die erste Ernte konnte 1993 eingefahren werden. Viehwirtschaft betreibt in Delrath nur noch ein landwirtschaftlicher Betrieb. Im Jahr 1898 wurde der Stüttgerhof erbaut.

### Industrie
Schon recht früh gab es westlich von Delrath Industriebetriebe. Seit 1911 arbeitete auf der Delrather Heide eine Zinkhütte. Sie stellte 1971 den Betrieb ein. Die Gebäude der Zinkhütte und eine angrenzende Siedlung wurden 1973 abgerissen. Heute noch befindet sich im Industriegelände ein größeres Betonwerk.

## Verkehr

### Schienenverkehr
- 1855 wurde die Eisenbahnlinie Köln-Neuss eröffnet. Der Bahnhof Nievenheim, welcher sich in Delrath befindet, wurde im Jahre 1895 seiner Bestimmung übergeben. Heute hält hier eine S-Bahn der Linie S 11 (Düsseldorf Flughafen Terminal –) Düsseldorf – Neuss – Dormagen – Köln – Bergisch Gladbach.
- Seit 1911 gibt es die Industriebahn Nievenheim-Zons, welche ihren Stützpunkt in Delrath hat. Im Jahr 2005 übernahm die Häfen und Güterverkehr Köln AG die Industriebahn von der Verkehrsgesellschaft Dormagen (VGD).[3]

### Busverkehr
Durch Delrath fährt der Stadtbus der Dormagener Verkehrsgesellschaft mit den Linien 880, 884, 885, 886/887, NE2 und WE2.

### Straßen
Die nächsten Autobahnanschlussstellen an die Bundesautobahn 57 sind in den benachbarten Orten Norf im Nordwesten (Nr. 23 Neuss-Norf) und Horrem im Südosten (Nr. 25 Dormagen). Dazwischen liegt das Autobahndreieck Neuss-Süd, an dem die A 46 abzweigt. Östlich des Dorfes befindet sich die Autobahnraststätte Nievenheim (Ost und West). Die Bundesstraße 9 ist im benachbarten St. Peter zu erreichen.

## Bildung
- Kindergarten St. Gabriel – Montessori-Kindergarten
- Städtischer Kindergarten „Villa bunte Wolke“
- Gemeinschaftsgrundschule Henri-Dunant-Schule